# Carta a los españoles americanos

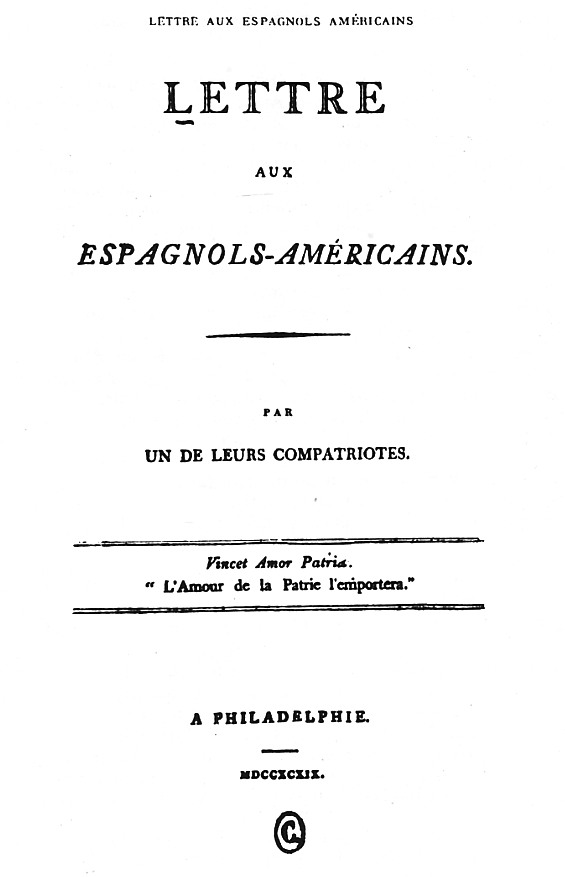
Portada de la primera edición de la «Carta a los españoles americanos», en idioma francés (1799).

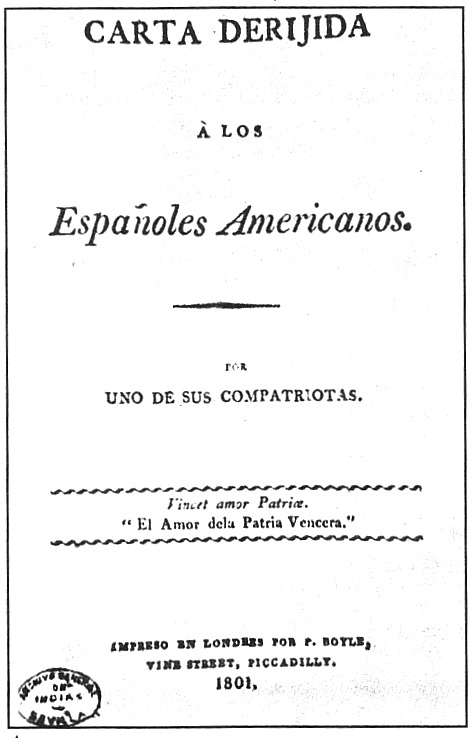
Portada de la primera edición en castellano de la “Carta a los españoles americanos” (1801).

La carta a los españoles americanos o carta dirigida a los españoles americanos es un documento escrito por el exiliado jesuita peruano Juan Pablo Viscardo y Guzmán hacia 1791, donde exhortaba a los criollos hispanoamericanos a conseguir su independencia con respecto de España, demostrando la justicia de tal actitud. Fue publicado por Francisco de Miranda póstumamente en 1799 (en francés) y en 1801 (en español), difundiéndose masivamente en el continente americano. Fue la primera llamada pública a favor de la independencia hispanoamericana escrita por un criollo o «español americano». Su lectura contribuyó significativamente a alentar el sentimiento emancipador entre los hispanoamericanos durante la lucha por la independencia.

## Historia
El jesuita criollo Juan Pablo Viscardo y Guzmán, había sufrido en carne propia el despotismo de la corona española, pues en 1767 tuvo que partir al exilio, cuando se ordenó la expulsión de los miembros de la orden jesuita de España y sus dominios americanos. Desterrado a Italia, se vio impedido de volver al Perú y de cobrar su herencia paterna, recibiendo a cambio una mísera subvención. Todo ello, que consideraba injusto, sin duda le causó un resentimiento contra el gobierno español y empezó a germinar en su mente la idea del separatismo, es decir la emancipación de la América española. Cuando en 1781 se enteró de la rebelión de Túpac Amaru II, se entusiasmó y consideró que era el momento oportuno de lograr ese objetivo libertario. Se contactó con los cónsules británicos en Italia a quienes expuso un plan para que el gobierno británico apoyara a los hispanoamericanos a conseguir su independencia. Viajó a Londres en 1782 de incógnito, y de inmediato informó al gobierno británico de sus planes, que consistían en que una flota británica partiera hacia Buenos Aires, cuya conquista le parecía factible y que debía convertirse en la cabeza de puente de una invasión al Virreinato del Perú. Pero no tuvo éxito. Años después, estuvo de paso por Francia, entonces convulsionada por la revolución, donde presumiblemente redactó su «Carta a los españoles americanos», con ocasión de la cercanía de la celebración de los 300 años del Descubrimiento de América, y en la que incitaba a los criollos de América a luchar contra la opresión española y formar un estado soberano. Volvió nuevamente a Londres en 1794, esperanzado en que esta vez el gobierno británico se interesara en sus planes, pero nuevamente no tuvo éxito. Enfermo y empobrecido, falleció en dicha ciudad, en 1798. Antes de morir, dejó sus papeles a Rufus King, embajador de Estados Unidos en Inglaterra, quien las entregó al venezolano Francisco de Miranda. Este líder patriota, con acertada visión, escogió de entre esos papeles la «Carta a los españoles americanos», escrita en francés, y la hizo imprimir en Londres en 1799, con pie falso de Filadelfia (Estados Unidos). Luego lo tradujo al idioma español, versión que publicó en 1801, también en Londres, con el siguiente título: 

Carta dirigida a los españoles americanos. Por uno de sus compatriotas.

La publicación causó gran impacto y mereció otras dos ediciones en Londres, en 1808 y 1810. En Sudamérica se editó en Bogotá (1810), Buenos Aires (1816) y Lima (1822).

## El manuscrito original
El manuscrito original consta de siete pliegos de papel, doblados por el medio, sin encuadernar, de 8 x 12 7/8 pulgadas. Se divide en 26 páginas, numeradas de 1 a 26, más dos en blanco. Está escrito en francés, con el título de Lettre aux espagnols américains. No tiene fecha ni lugar.

## Ideas básicas
Viscardo se dirige a los “españoles americanos”, es decir a los descendientes de los españoles nacidos en América (llamados “criollos”) y su afirmación básica se condensa en este pensamiento: 

El Nuevo Mundo es nuestra Patria y su historia es la nuestra.

Percibe la realidad hispanoamericana, común y diversa. Hace una reseña de los trescientos años de la historia americana, caracterizada, según Viscardo, por los abusos y el mal gobierno de los funcionarios españoles. Según él, la corona española era injusta con los descendientes de los que labraron un gran imperio para España en suelo americano. Los distintos intereses y la geografía contribuían a la separación de la América española de su madre patria. En ese sentido, la emancipación hispanoamericana era, no solo un derecho, sino un deber de los «americanos españoles». Su incitación al levantamiento, es emotiva:

“No hay ya pretexto para excusar nuestra apatía si sufrimos más largo tiempo las vejaciones; si nos destruyen, se dirá con razón que nuestra cobardía las merece. Nuestros descendientes nos llenarán de imprecaciones amargas, cuando mordiendo el freno de la esclavitud que habrán heredado, se acordaren del momento en que para ser libres no era menester sino quererlo.

## Importancia
El gran precursor venezolano Francisco de Miranda, fue, como ya dijimos, el primero que vislumbró la importancia de este documento. Dijo al respecto, que, a pesar de su brevedad, tenía mucho más contenido que todos los discursos y declaraciones referentes a España y América. Cuando en 1806 realizó su primera expedición, con apoyo inglés,  para liberar a Venezuela, llevó impresos algunos ejemplares de la Carta y los distribuyó en la población. 
Es pues, a Miranda a quien se debe que este documento se difundiera por el continente americano. Su lectura contribuyó significativamente a incitar el sentimiento emancipador contra el régimen español, durante la lucha por la Independencia de Hispanoamérica. 
La influencia sería notoria por ejemplo en el Catecismo Político Christiano, manuscrito que circuló en Santiago de Chile antes del cabildo abierto que llevó a la elección de la Primera Junta de Gobierno local en septiembre de 1810, y que es el primer documento conocido de ese movimiento juntista. En el pseudónimo del autor del Catecismo..., "José Amor de la Patria", el historiador chileno Ricardo Donoso encontró en 1943 el eco de un aforismo en latín que presidía la Carta a los españoles americanos: "Vincent Amor Patriae" (el amor a la patria vencerá), por lo que Donoso supone que el autor del Catecismo Político Christiano estaba familiarizado con ese impreso Ambos escritos, por lo demás, concuerdan en una concepción abarcante de "patria", toda la América entonces bajo el dominio de la corona española, y en lo que Donoso denomina "coincidencia fidelísima en las críticas" al sistema colonial español, centradas en la denuncia del monopolio comercial que genera miseria y atraso; y en el estado de ignorancia y postración general de la población. 
Pese a esta influencia, tras el triunfo de la revolución hispanoamericana en 1824 este documento cayó en el olvido. No fue sino hasta el siglo XX que fue reeditada, investigándose el contexto y la formación profesional de Viscardo, mérito que se debe a dos estudiosos: el peruano Rubén Vargas Ugarte y el catalán Miguel Batllori.

## Fragmentos
Hermanos compatriotas.  La inmediación al IV siglo del establecimiento de nuestros antepasados en el nuevo mundo, es una ocurrencia sumamente notable, para que deje de interesar nuestra atención. El descubrimiento de una parte tan grande de la tierra, es y será siempre, para el género humano, el acontecimiento más memorable de sus anales. Mas para nosotros que somos sus habitantes, y para nuestros descendientes, es un objeto de la más grande importancia. El nuevo mundo es nuestra patria, y su historia es la nuestra, y en ella es que debemos examinar nuestra situación presente, para determinarnos por ella, a tomar el partido necesario a la conservación de nuestros derechos propios, y de vuestros sucesores…

Si como es triste nuestra condición actual fuese irremediable, sería un acto de compasión el ocultarla a vuestros ojos; pero teniendo en nuestro poder su más seguro remedio, descubramos este horroroso cuadro para considerarla a la luz de la verdad. Esta nos enseña, que toda la ley que se opone al bien  universal de aquellos, para quienes está hecha, es un acto de tiranía, y que el exigir su observancia es forzar a la esclavitud, que una ley que se dirigiese a destruir directamente las bases de la prosperidad de un pueblo, sería una monstruosidad superior a toda expresión; es evidente también que un pueblo, a quien se despojase de la libertad personal y de la disposición de sus bienes, cuando todas las otras naciones, en iguales circunstancias, ponen su más grande interés en extenderlas, se hallaría en un estado de esclavitud, mayor que el que puede imponer un enemigo en la embriaguez de la victoria….

Por honor de la humanidad y de nuestra Nación, más vale pasar en silencio los horrores, y las violencias del otro comercio exclusivo (conocido en el Perú con el nombre de repartimientos), que se arrogan los corregidores y alcaldes mayores para la desolación, y ruina particular de los desgraciados indios y mestizos. Que maravilla es pues, si con tanto oro y plata de que hemos casi saciado al Universo, poseamos apenas con que cubrir nuestra desnudez. ¿De qué sirven tantas tierras tan fértiles, si además de la falta de instrumentos necesarios para labrarlas, nos es por otra parte inútil el hacerlo más allá de nuestra propia consumación? Tantos bienes, corno la naturaleza nos prodiga, son enteramente perdidos; ellos acusan la tiranía que nos impide el aprovecharlos comunicándonos con otros pueblos.

Después de hacer la historia de la dominación española en América termina diciendo:

"La conservación de los derechos naturales, y sobre todo de la libertad y seguridad de las personas y haciendas, es incontestablemente la piedra fundamental de toda sociedad humana, de cualquier manera que esté combinada.

“La distancia de los lugares, que por si misma, proclama nuestra independencia natural, es menor aun que la de nuestros intereses. Tenemos esencialmente necesidad de un gobierno que esté en medio de nosotros para la distribución de sus beneficios objeto de la unión social. Depender de un gobierno distante dos o tres mil leguas, es lo mismo que renunciar a su utilidad; y este es el interés de la Corte de España, que no aspira a darnos leyes, a dominar nuestro comercio, nuestra industria, nuestros bienes y nuestras personas, sino para sacrificarlas a su ambición, a su orgullo y a su avaricia.

“No hay ya pretexto para excusar nuestra apatía si sufrimos más largo tiempo las vejaciones; si nos destruyen, se dirá con razón que nuestra cobardía las merece. Nuestros descendientes nos llenarán de imprecaciones amargas, cuando mordiendo el freno de la esclavitud que habrán heredado, se acordaren del momento en que para ser libres no era menester sino quererlo.

“Este momento ha llegado, acojámosle con todos los sentimientos de una preciosa actitud, y por pocos esfuerzos que hagamos, la sabia libertad, don precioso del cielo, acompañada de todas las virtudes, y seguida de la prosperidad comenzará su reino en el nuevo mundo, y la tiranía será inmediatamente exterminada”.

## Crítica
Ha habido una controversia Historiográfica con respecto al contenido del discurso libertario (como la propaganda del Mercurio Peruano o la usada por varios próceres de la independencia hispanoamericana) y si estuvieron presentes en dicho discurso los tópicos de la Leyenda negra española. Así, se cuestiona si hubo un sincero interés o desinterés entre los autores ilustrados en cuanto a la comprensión de la historia virreinal española, y por tanto, qué tan legítimos eran sus fundamentos para criticar al gobierno español, o si las apelaciones de un constante mal gobierno solo era un mero recurso propagandístico de parte de personas renegadas con la autoridad.
En cuanto a la obra de Juan Pablo Viscardo y Guzmán, este no habría dejado alguna obra histórica, no habiendo desarrollado funciones de Historiador como si sus pares jesuitas como Francisco Clavigero o Juan de Velasco, además que tampoco habría dedicado su vida de exiliado jesuita en el rescate y revaloración de la historia de los antiguos americanos (como los indígenas). Si bien es cierto que si mostró interés en la historia de América para realizar sus proclamas políticas y análisis sobre la situación social del Perú y América, se habría señalado que habría usado un enfoque Utilitarista. Entre algunos aspectos sospechosos es que no tomara importancia del pasado incaico en Perú, así como desarrollara una visión de la historia determinada por la lucha entre españoles y criollos oprimidos.